# 黄亚中
黄亚中（1968年5月—），男，江苏吴县人，中华人民共和国外交官，曾任中华人民共和国驻多民族玻利维亚国特命全权大使，现任中华人民共和国驻乌拉圭东岸共和国特命全权大使。

## 生平
1991年，进入中华人民共和国外交部工作，先后在外交部拉丁美洲司、驻赤道几内亚大使馆、外交部拉丁美洲和加勒比司、驻乌拉圭大使馆、驻古巴大使馆任职。2008年，任驻玻利维亚大使馆参赞。2010年，任外交部拉丁美洲和加勒比司参赞。2012年，任驻西班牙大使馆参赞，后升任公使衔参赞。2019年，任外交部涉外安全事务司副司级干部。同年10月，出任中华人民共和国驻玻利维亚大使。2023年8月，自驻玻利维亚大使离任。9月，出任中华人民共和国驻乌拉圭大使。

## 家庭
已婚，有一子。